# Martín Dymenstein
Martín Dymenstein (Montevideo, 4 de julio de 1985) es un luchador uruguayo residente en Campinas (Brasil), conocido como atleta, entrenador, y promotor de Muay thai. Además, es el fundador de la empresa IFC (asociada a FSB - Free Style Boxing), que es la dueña de TVCombat.net, un canal de combate en línea.

## Biografía
Egresó como ingeniero de sistemas en la Universidad ORT Uruguay.
Comenzó a entrenar Muay thai en el año 2000, participando desde entonces en varios combates nacionales e internacionales, habiendo obtenido el campeonato sudamericano en el 2004 en Buenos Aires (Argentina), y habiendo participado ese mismo año por el título uruguayo amateur. En el año 2005, también combatió por el título sudamericano en Lima (Perú), y en Montevideo sostuvo un combate con el campeón del mundo Miguel Sarria.
Desde el año 2005 y ya separado de su entrenador de entonces, buscó nuevos sitios donde entrenar, y con esta finalidad en el 2006 viajó a São Paulo (Brasil) para entrenar en la academia del maestro André Gomes, así como con Ramon Dekkers en Campinas, un holandés ocho veces campeón del mundo, y mejor peleador occidental en la historia del Muaythai.
Luego de varios combates nacionales en Brasil, en el 2007 viajó a Chile para entrenar con el profesor Guillermo Márquez, quien fuera entrenador durante 15 años en Europa. En el 2008 volvió a Campinas a entrenar con André Gomes, donde comenzó a dar clases y dirigir entrenamientos, y en el 2009 volvió a entrenar con el holandés Ramon Dekkers.
Al regresar a Montevideo en el año 2010, realizó un curso con Andre Mannaart, quien en ese momento era considerado el mejor entrenador del mundo de Kickboxing, entrenador de Andy Souwer.
En el 2012 participó en una gira por Brasil, dando seminarios junto con Ramon Dekkers en las ciudades de Campinas, Holambra, Goiania, Recife y Manaus.
En el 2013 volvió a Campinas a entrenar y dar clases en las academias de André Gomes, y a fines de ese mismo año, comenzó a entrenar en Caxias (Río Grande del Sur, Brasil) con el profesor Rodinei Klin.
2014 realizó un tour con Dida Diafat, 11 veces campeón del mundo, por las ciudades de Campinas, Goiaña y Cidreira en Brasil; realizando seminarios junto con Dida y con el Maestro Andre Gomes.
A lo largo de su carrera, efectuó 31 combates en competencias formales, con 24 victorias, 6 derrotas, y 1 empate.

## Promotor
En el 2006 organizó un evento en beneficio de Marcos Pereira (actual presidente de la Federación Uruguaya de Muaythai Tradicional y 4 veces campeón sudamericano) para que un uruguayo, por primera vez, viajara al mundial de Tailandia al siguiente año 2007.
En el 2009 fue nombrado encargado de relaciones internacionales de la Federación Paulista de Muaythai, coordinando la participación en seminarios locales, a deportistas como Ernest Hoost, Dida Diafat, Ramon Dekkers, Pirajnoi, Erwin de Chakurriki.
En el 2010 fundó IFC junto con Leon Perdomo, organizando una velada en donde como pelea de fondo combatió Santiago Sarubbi, conocido deportista que tuviera múltiples chances de títulos, y que entre otras cosas lo enfrentó con Damián Buján.
En el 2011 apoyó varios eventos como ser “La Jungla” de Andrés Pedrozo y de la FUMTT en Montevideo.
En el 2012 y a través de IFC, dio apoyo a eventos de FSB (FreeStyleBoxing) en Chile, en donde en el mes de octubre llevó a Christian Machado (Muaythai)|Christian Machado a competir, y donde por primera vez en Latinoamérica se emitió (por la televisión) una velada en vivo de una pelea de Muaythai que enfrentó a un atleta uruguayo con uno chileno. Christian Machado  había sido entrenado por él, hasta ese  momento, campeón uruguayo de Boxeo Richard Vidal.
En el 2013 organizó tres eventos importantes de Muaythai, Kickboxing, y Boxeo, y en donde participaron atletas de Chile y de Uruguay tales como Eduardo Duarte, Santiago Sarubbi, Maximiliano Pereira (Muaythai)|Maximiliano Pereira, y Esteban "Tsunami" Azurica. Estos eventos fueron emitidos en vivo a través de TVCombat.net.

## Ranking
- Año 2004: Primero en el ranking sudamericano en la categoría "liviano (hasta 61 kg)".[10]